# Artur Ostrowski
Artur Zygmunt Ostrowski (ur. 29 sierpnia 1968 w Piotrkowie Trybunalskim) – polski polityk i nauczyciel, poseł na Sejm V, VI i VII kadencji.

## Życiorys
Ukończył Technikum Elektroniczne w Tomaszowie Mazowieckim, następnie studium pedagogiczne na Uniwersytecie Warszawskim. W 1994 został absolwentem politologii na Wydziale Dziennikarstwa i Nauk Politycznych UW. W 2002 ukończył studia podyplomowe z administracji publicznej w Wyższej Szkole Administracji Publicznej w Łodzi. Członek Ochotniczej Straży Pożarnej i Związku Nauczycielstwa Polskiego. W latach 1994–2003 oraz 2015–2024 pracował jako nauczyciel, był zatrudniony w Zespole Szkół Ponadgimnazjalnych nr 2 w Piotrkowie Trybunalskim.
W latach 2003–2005 zajmował stanowisko wicewojewody łódzkiego. W wyborach w 2005 został po raz pierwszy wybrany do Sejmu z okręgu piotrkowskiego z listy Sojuszu Lewicy Demokratycznej (otrzymał 7043 głosów). W wyborach parlamentarnych w 2007 po raz drugi uzyskał mandat poselski, kandydując z ramienia koalicji Lewica i Demokraci i otrzymując 13 112 głosów. 22 kwietnia 2008 zasiadł w klubie Lewica, a po jego rozpadzie został członkiem klubu SLD.
W 2011 kandydował w wyborach parlamentarnych z 1. miejsca na liście SLD w dotychczasowym okręgu, ponownie uzyskał wówczas mandat poselski. Oddano na niego 7884 głosy (3,02% głosów oddanych w okręgu). W wyborach w 2015 nie uzyskał poselskiej reelekcji. W wyborach samorządowych w 2018 bezskutecznie kandydował do sejmiku łódzkiego. W wyborach w 2019 ponownie był kandydatem SLD na posła. W 2023 startował do Sejmu z ramienia Nowej Lewicy (powstałej z przekształcenia jego dotychczasowej partii).
W czerwcu 2024 został powołany na członka zarządu województwa łódzkiego VII kadencji.